# فينوس جينيتريكس (تمثال)

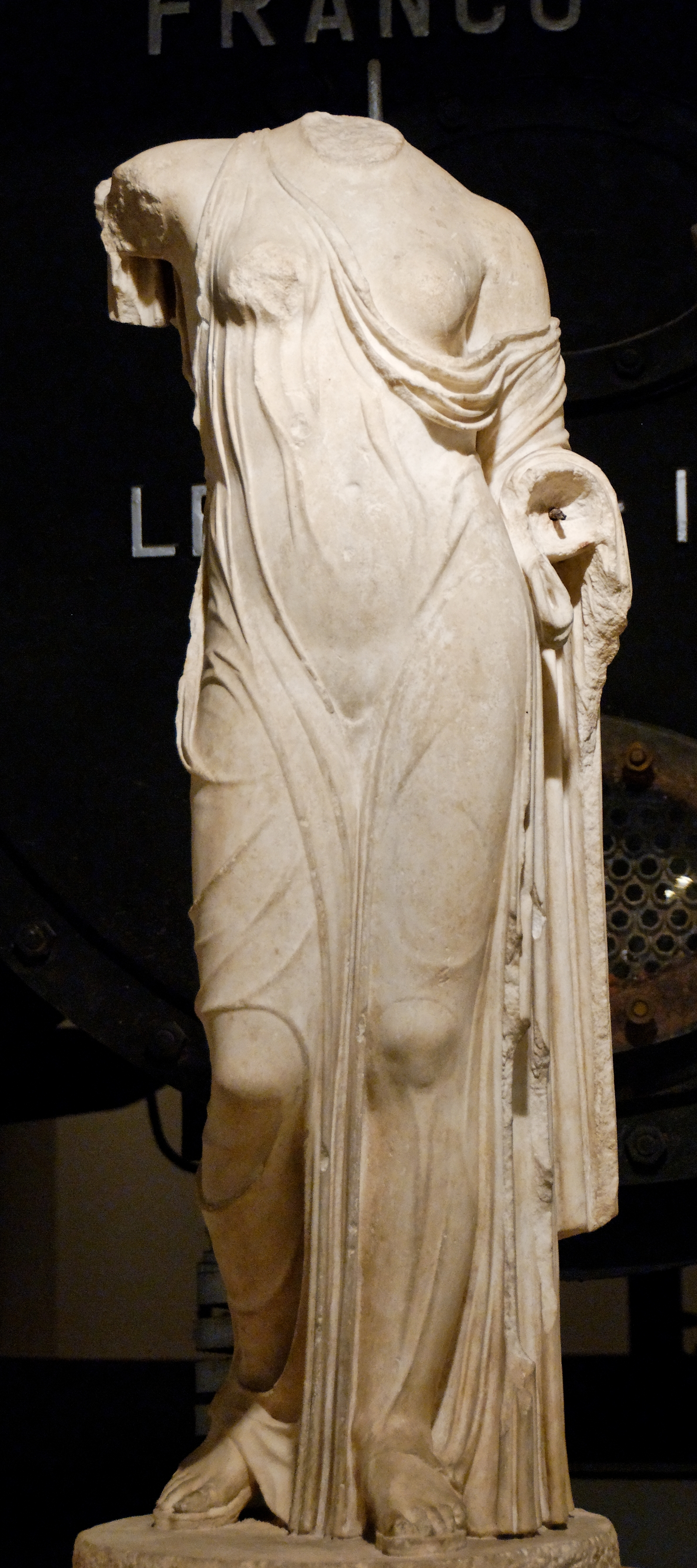
فينوس جينيتريكس (متاحف الكابيتولين)

يُظهر نوع النحت في فينوس جينيتريكس الإلهة الرومانية فينوس في شكلها جينيتريكس (الأم)، كما تم تكريمها من قبل السلالة اليوليوكلاودية في روما، والذين اتبعوا سابقة يوليوس قيصر في الاعتراف بها كجدة لهم. من خلال هذه الفرصة التاريخية، يتم تطبيق النمط الروماني على أفروديت الناشئة بين الإغريق.

## روابط خارجية
- Charles Waldstein, 'Pasiteles and Arkesilaos, the Venus Genetrix and the Venus of the Esquiline', The American Journal of Archaeology and of the History of the Fine Arts, Vol. 3, No. 1/2 (Jun., 1887), pp. 1-13
- Cornelia G. Harcum, 'A Statue of the Type Called the Venus Genetrix in the Royal Ontario Museum', American Journal of Archaeology, Vol. 31, No. 2 (Apr. - Jun., 1927), pp. 141-152
- List of copies, with images نسخة محفوظة 3 مارس 2016 على موقع واي باك مشين.

- TheoiProject: Gallery
- TheoiProject: Gallery
- Venus of Fréjus (Louvre catalogue)
- Venus of Fréjus
- A terracotta reduction, from Myrina (also at the Louvre)

- Theoi
- موقع الأرميتاج [وصلة مكسورة]